# Coreoidea
Super-famille
Les Coreoidea constituent une super-famille d'insectes de l'ordre des hémiptères, du sous-ordre des hétéroptères (punaises) et de l'infra-ordre des Pentatomomorpha.

## Description
Les Coreoidea se distinguent par une forme du corps plutôt allongée, la présence d'ocelles, et de nombreuses veines sur la membrane. Les trichobothries abdominales ont une implantation particulière, par groupes de trois placés submédialement sur les sternites 3 et 4, latéralement sur les sternites 5 et 6 postérieurement aux spiracles, et une paire sur le sternite 7, postérieurement au spiracle. Chez les femelles, l'ovipositeur est souvent réduit et en forme de plaque, à l'exception des Hyocephalidae et des Stenocephalidae et de quelques autres taxons, chez qui il est lacinié. 

## Répartition
Les Coreoidea sont cosmopolites, à l'exception des régions arctiques et de l'Antarctique. Les Alydidae, Coreidae et Rhopalidae sont présents dans toutes les zones biogéographiques, alors que les Hyocephalidae sont endémiques d'Australie, et les Stenocephalidae se rencontrent seulement dans l'hémisphère est. 

## Biologie
Les Coreoidea sont phytophages. La plupart vivent dans la végétation, à l'exception des Hyocephalidae qui vivent sous des pierres. 

## Systématique
La définition et la composition de cette super-famille ont longtemps été discutée, notamment en lien avec les différences de forme de l'ovipositeur des femelles, la forme laciniée chez les Hyocephalidae et les Stenocephalidae ayant longtemps été assimilée à celle des Lygaeoidea.  
Certains auteurs, à partir de travaux de Štys en 1961, ont également établi une conception large des Coreoidea, incluant les Lygaeoidea et les Pyrrhocoroidea, qui n'est toutefois pas retenue en général. 
Plusieurs études concluent à la monophylie des Coreoidea, bien que certaines parviennent à des conclusions plus ambigües, avec la conclusion que les Alydidae et les Coreidae ne seraient pas monophylétiques. Un clade pourrait contenir les Alydidae avec deux sous-famille de Coreidae, les Hydarinae et les Pseudophloeinae.  
Au sein des Pentatomomorpha, les Coreoidea pourraient être le groupe-frère des Pyrrhocoroidea.  

La super-famille des Coreoidea contient dans sa définition la plus largement acceptée 5 familles actuelles, et deux familles fossiles. Les familles actuelles comprennent plus de 3850 espèces dans plus de 515 genres,.   

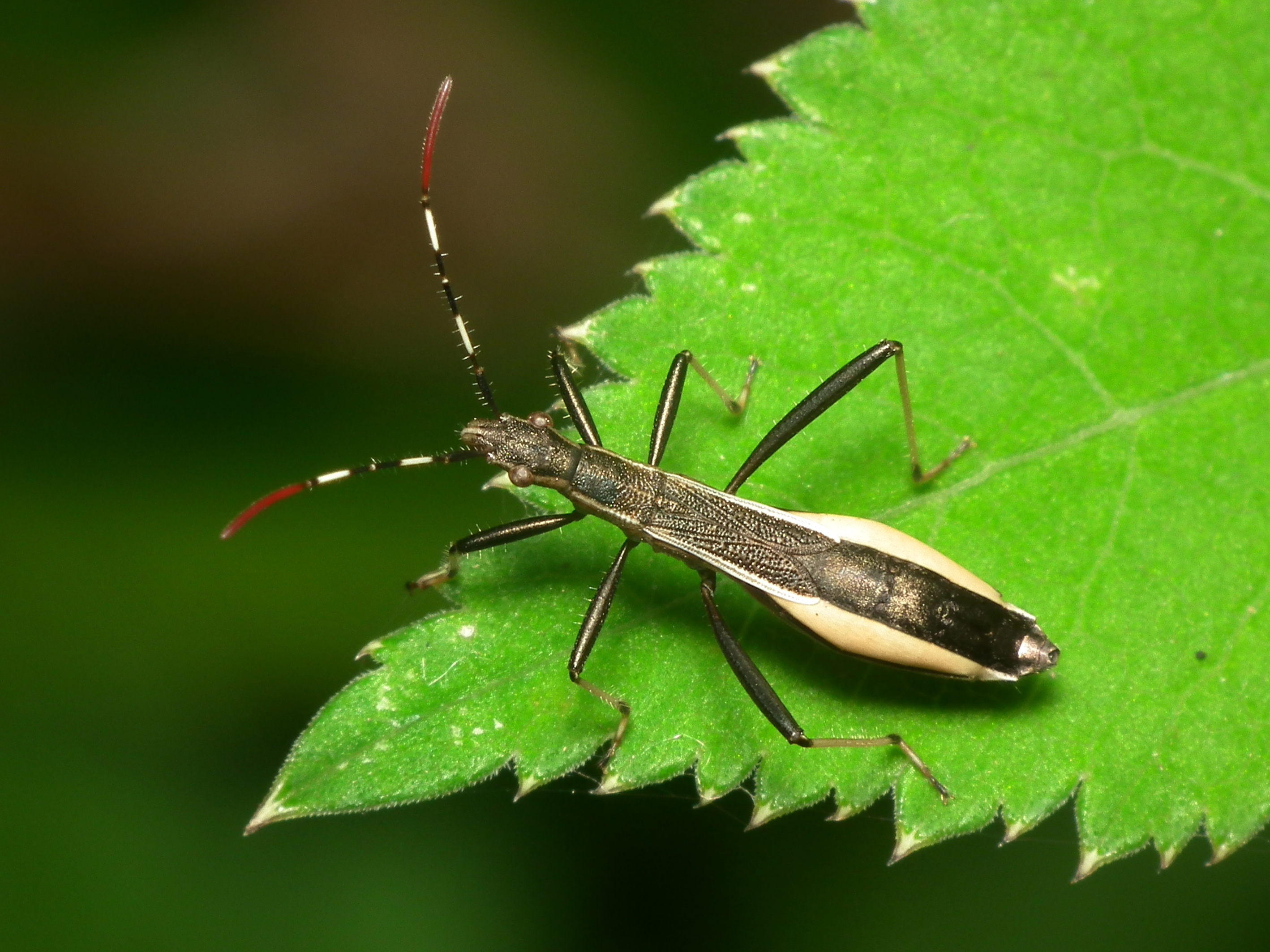
Alydidae : Micrelytra fossularum.
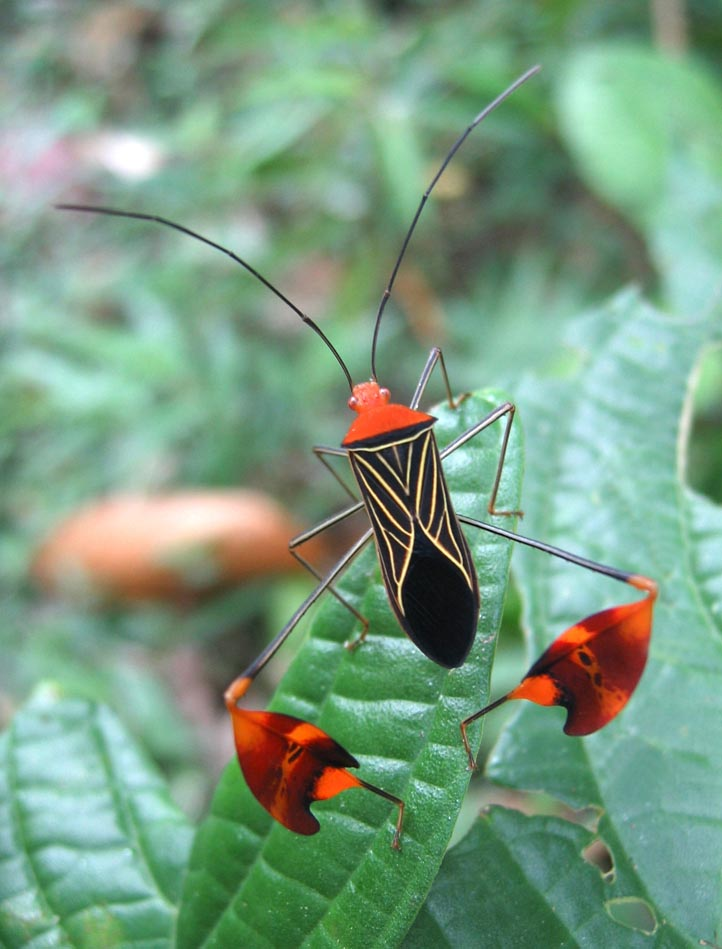
Coreidae : Anisoscelis alipes, Panama.
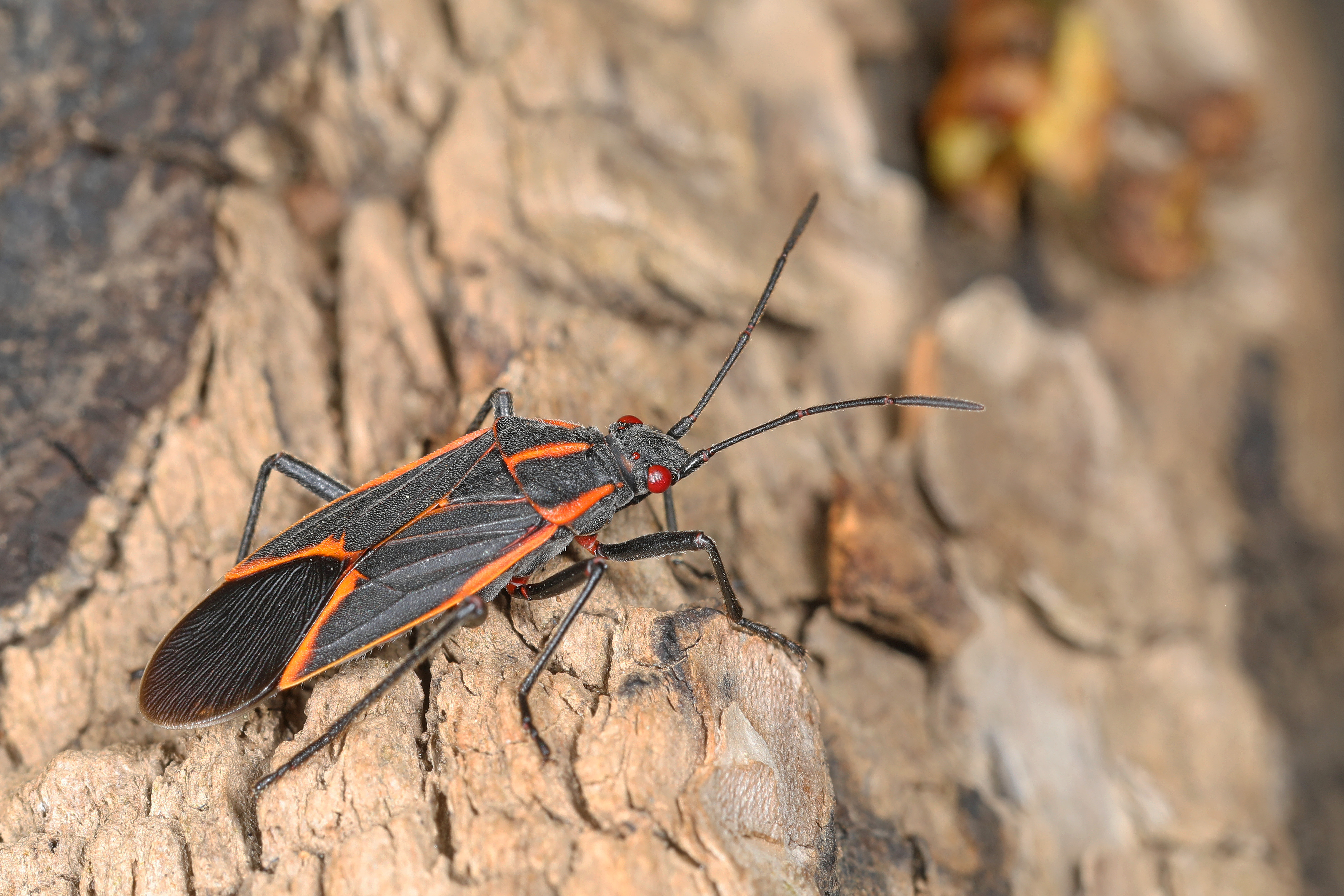
Rhopalidae : Boisea trivittata (Virginie, États-Unis).
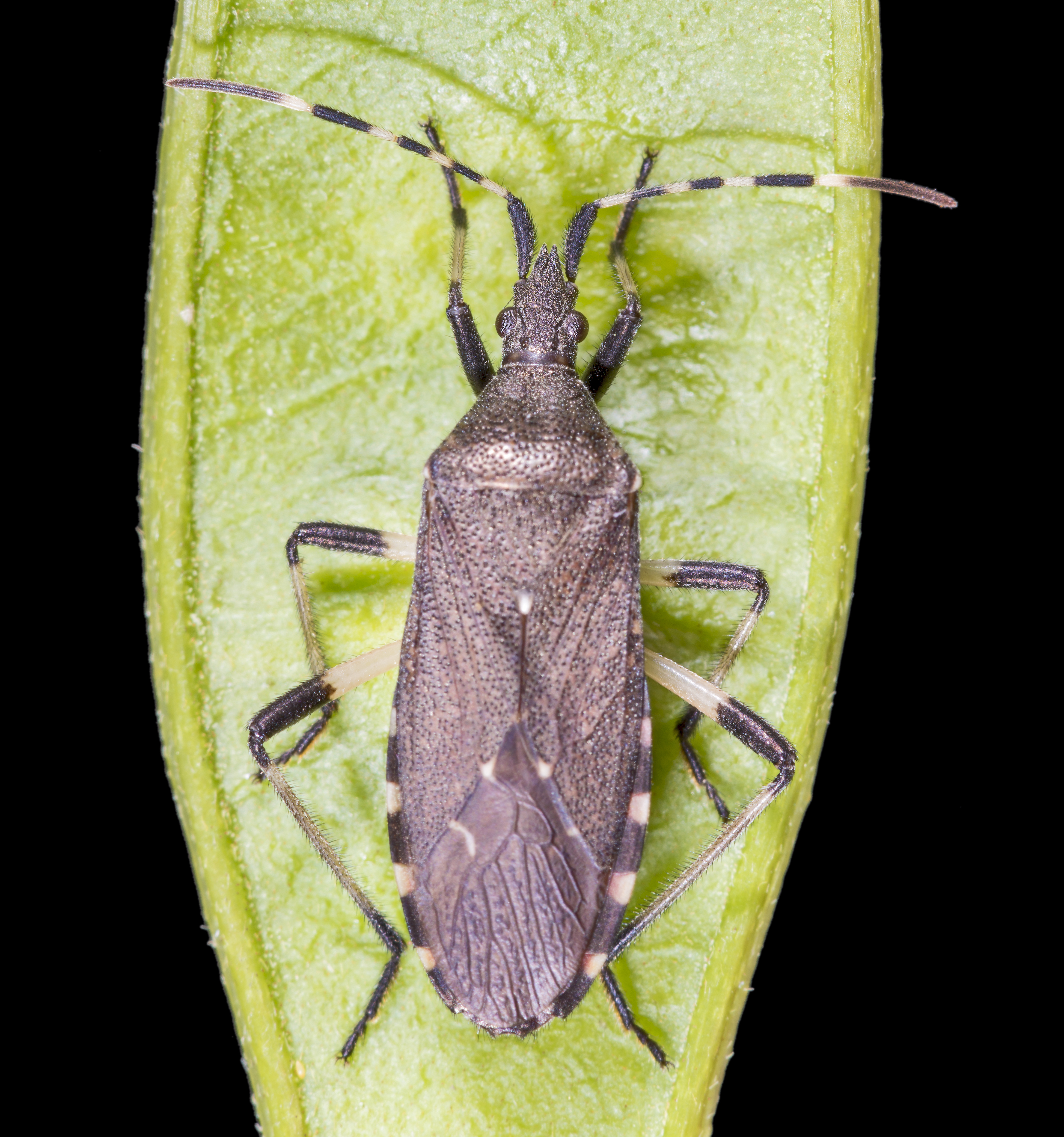
Stenocephalidae : Dicranocephalus agilis.

### Fossiles
De nombreux fossiles de Coreoidea ont été retrouvés. Le plus ancien, Kerjiecoris oopsis (Coreidae), trouvé en Chine, remonterait au Carnien, premier étage du Trias supérieur, donc à entre -237 et −227 millions d'années environ.

### Liste des familles
Selon BioLib (21 août 2022) :
- Alydidae Amyot & Serville, 1843
- Coreidae Leach, 1815
- Hyocephalidae Stål, 1874
- Rhopalidae Amyot & Serville, 1843
- Stenocephalidae Dallas, 1852
- †Trisegmentatidae Zhang, Sun & Zhang, 1994
- †Yuripopovinidae Azar, Nel, Engel, Garrouste & Matocq, 2011

### Familles rencontrées en Europe
Selon Fauna Europaea (21 août 2022) :
- Alydidae
- Coreidae
- Rhopalidae
- Stenocephalidae